# Rasulabad
Rasulabad é uma cidade e uma nagar panchayat no distrito de Unnao, no estado indiano de Uttar Pradesh.

## Geografia
Rasulabad está localizada a 26° 41′ N, 79° 47′ L. Tem uma altitude média de 131 metros (429 pés).

## Demografia
Segundo o censo de 2001, Rasulabad tinha uma população de 7235 habitantes. Os indivíduos do sexo masculino constituem 53% da população e os do sexo feminino 47%. Rasulabad tem uma taxa de literacia de 41%, inferior à média nacional de 59.5%: a literacia no sexo masculino é de 49% e no sexo feminino é de 31%. Em Rasulabad, 19% da população está abaixo dos 6 anos de idade.